# Рушій знань (Фонд Вікімедіа)

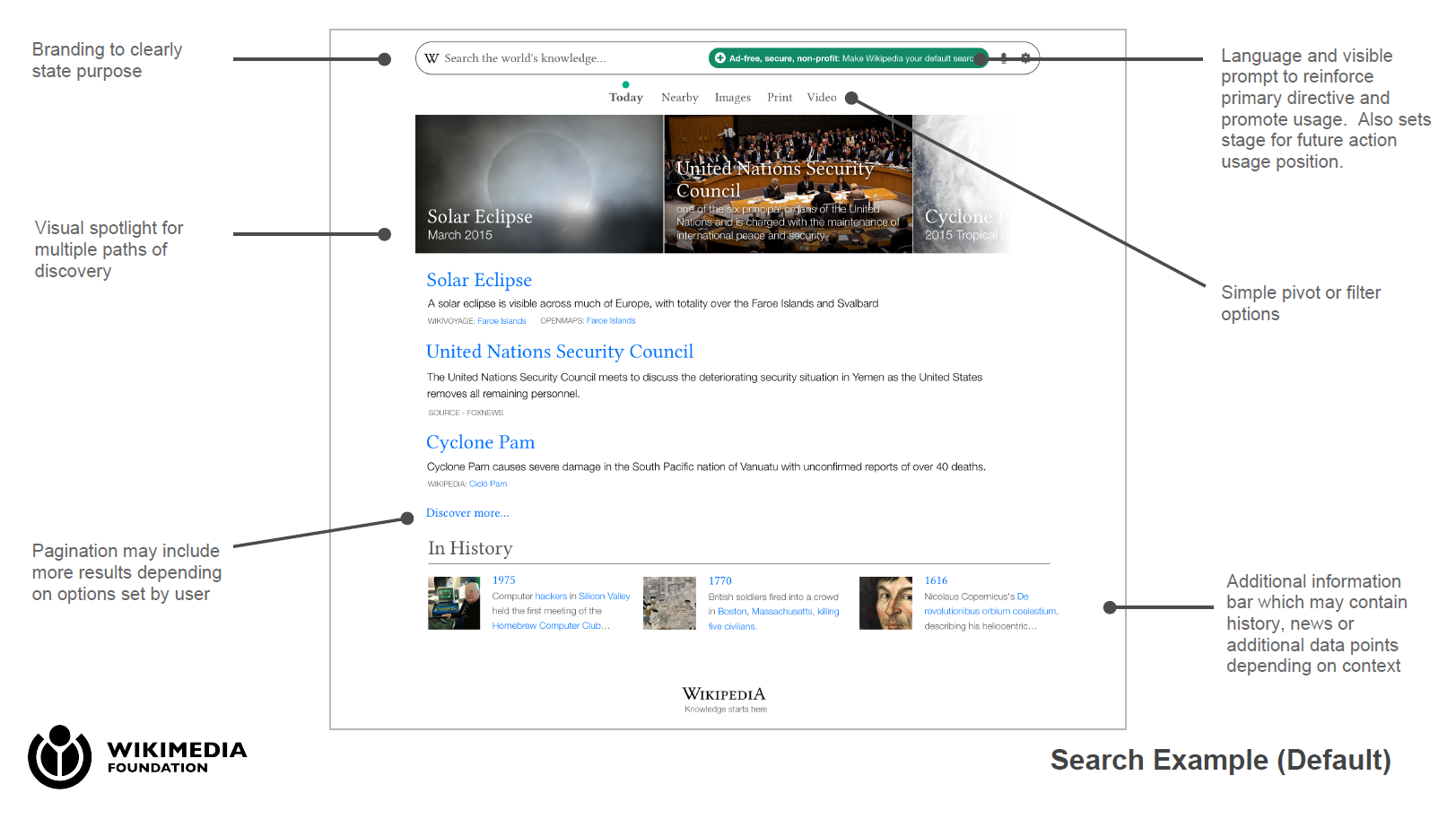
У прикладі пошуку рушія знань зазначено: «Без реклами, безпечно, неприбутково. Зробіть Вікіпедію пошуком за замовчуванням».

Рушій знань (англ. Knowledge Engine (KE)) — це проєкт системи знань пошукової системи, ініційований у 2015 році Фондом Вікімедіа з метою пошуку та відображення в Інтернеті перевіреної та достовірної інформації. Мета проєкту — менше залежати від традиційних пошукових систем. Рушій знань має на меті змінити поведінку читачів, щоб залишатися на Wikipedia.org та інших проєктах, пов'язаних із Вікіпедією, а не повертатися до інших пошукових систем, щоб знайти додаткову інформацію. Відповідно до Фонду Вікімедіа, Рушій знань захищатиме конфіденційність користувачів, буде відкритим та прозорим щодо того, як походить інформація, та дозволить отримати доступ до метаданих. Заявка Фонду Вікімедіа на отримання гранту в розмірі 250 000 доларів від Knight Foundation описує Рушій знань як альтернативу некомерційному доступу до Інтернету: «Комерційні пошукові системи домінують у використанні Інтернет-пошукових систем, і вони використовують власні технології для консолідації каналів доступу до знання та інформації в Інтернеті». Проєкт включає чотири етапи, кожен з яких буде тривати приблизно 18 місяців. Вартість проєкту може скласти десятки мільйонів.
Рушій знань буде отримувати інформацію з проєктів, пов'язаних з Вікіпедією, і, зрештою, може шукати інші джерела публічної інформації, наприклад, дані Бюро перепису населення США. У витоку внутрішніх документів Фонду Вікімедії зазначено, що «Рушій знань у Вікіпедії демократизує відкриття ЗМІ, новин та інформації — це зробить найдоречнішу інформацію в Інтернеті більш доступною та відкритою, а також створить механізм відкритих даних, повністю вільний від комерційних інтересів. Наш новий сайт стане першою прозорою пошуковою системою в Інтернеті, і першим, який несе репутацію Вікіпедії та Фонду Вікімедіа». Рушій знань не покликаний конкурувати з пошуковою системою Google як універсальної пошукової системи, вважає Фонд Вікімедіа. Співзасновник Вікіпедії Джиммі Вейлз допустив, що Рушій знань може вчасно включити в результати пошуку джерела академічного та відкритого доступу. Метт Саузерн у журналі «Search Engine Journal» пов'язував плутанину ЗМІ щодо сфери діяльності Рушія знань з тим, що це «цілком протиріччя оригінальним документам про надання гранту».. Станом на середину лютого 2016 року Фонд Вікімедіа розробляє внутрішню пошукову систему проєктів, які пов'язані із Вікіпедією.

## Причина створення

З середини 2012 року пошук Google включає швидкі факти зі статей Вікіпедії на своїх сторінках результатів пошуку через Knowledge Graph.

Розробка проєкту «Рушій знань» — це допомога в направленні трафіку до Вікіпедії. «Трафік до Вікіпедії, що надходить від Google, впав, коли Google почав включати швидкі факти із статей Вікіпедії на головну сторінку Google», — повідомляє Motherboard. Оскільки ця інформація походить з Вікіпедії, її можна розглядати як частину мети Вікіпедії розширити суспільні знання. Хоча Фонд Вікімедіа, можливо, не намагається створити загальну вебпошукову систему чи іншу пошукову систему Google, мета проєкту Рушій знань — менше покладатися на традиційні пошукові системи.
Питання угоди про надання гранту Knight Foundation: «Чи перейшли б користувачі до Вікіпедії, якби це був відкритий канал поза енциклопедією?» здатний відшкодувати трафік, який він втратив у Google. Проєкт Рушій знань може змінити Wikipedia.org на сайт, який більше схожий на пошукову систему, ніж онлайн-енциклопедія.
За словами Vice, «Фонд Вікімедіа — некомерційна організація, яка фінансує та керує Вікіпедією, зацікавлена у створенні пошукової системи, яка, очевидно, спрямована на конкуренцію з Google». За версією Search Engine Watch, «Вікімедія все ще веде справжній бій з Google щодо уваги та кліків користувачів, які шукають інформацію в Інтернеті».

## Розвиток
Інформація про проєкт оприлюднювалася лише поступово. Ще в травні 2015 року члени громади ставили запитання щодо концентрації персоналу в новому відділі «Пошук та відкриття», хоча громадські плани мало посилалися на цю роботу або взагалі не згадували її. У вересні 2015 року Фонд Вікімедіа отримав грант в розмірі 250 000 доларів від проєкту Knight Foundation, про який було оприлюднено в прес-релізі в січні 2016 року. Бюджет, поданий Фондом Вікімедіа, включений до прес-релізу про гранти, дав 3,421,672 доларів для покриття витрат, але Фонд Вікімедіа визнав, що отримав фінансування лише в 250 000 доларів станом на середину лютого 2016 року.
Фонд Вікімедіа спочатку опублікував лише частину грантової документації
, але врешті-решт зробив доступною грантову угоду 11 лютого 2016 року, а подальші внутрішні документи витікали незабаром після цього. Проєкт включає чотири етапи, кожен із яких повинен тривати приблизно 18 місяців: відкриття, консультативні дії, співтовариство та розширення. Початковий етап проєкту планується в 2,5 мільйони доларів США, що потенційно може скласти десятки мільйонів. Через рік Фонд Вікімедіа оцінить розвиток, і після закінчення гранту команда встановить плани, щоб проєкт продовжувався до другого етапу, згідно з грантовим документом. На завершення цього знадобиться як мінімум шість років. Згідно з грантовим документом, керівниками команди були вказані Лайла Третіков, Уес Моран та Томаш Фінк.

## Функція та призначення
«Рушій знань буде відкритим та прозорим щодо того, як походить інформація та дозволить отримати доступ до метаданих»,- говорить Фонд Вікімедіа. Він також не матиме реклами, захищатиме конфіденційність користувачів та наголошує на побудові спільноти та обміні інформацією.. Рушій знань буде черпати інформацію з проєктів, пов'язаних з Вікіпедією, і, зрештою, може шукати інші джерела публічної інформації, такі як Бюро перепису населення США, OpenStreetMap, Цифрова публічна бібліотека Америки та зовнішні джерела, такі як Fox News. Співзасновник Вікіпедії Джиммі Вейлз і Фонд Вікімедіа заявили, що Рушій знань зосередиться на вдосконаленні пошуку у Вікіпедії та відповідних проєктах Вікімедії.

Була велика дискусія стосовно того, чим є Рушій знань насправді, через те, що публічні заяви Фонду Вікімедіа відрізняються від внутрішніх документів. Внутрішні документи суперечили заявам Джиммі Вейлза та інших членів Правління.
Компанія Рушій знань не призначена для конкуренції з пошуком Google як універсальної пошукової системи, вважає Фонд Вікімедіа. Джиммі Вейлз заявив, що припущення про те, що Фонд Вікімедіа створює конкурента Google, є «тролінгом», «повністю і абсолютно помилковим» та «тотальною брехнею».. У заявці на грант зазначається, що вона «створить модель для набуття високої якості, публічної інформації в Інтернеті». Він також вважає, що «комерційні пошукові системи домінують у пошукових системах використання Інтернету», і заявляє, що «Google, Yahoo або інша велика комерційна пошукова система може несподівано виділити ресурси на подібний проєкт, що може знизити успіх проєкту.» Вейлз дозволив Рушію знань вчасно також включити в результати пошуку джерела академічного та відкритого доступу.

## Критика
—Jason Koebler, Vice
Здебільшого, масштабні проєкти Фонду Вікімедіа, такі як Рушій знань, публічно обговорюються із спільнотою Вікіпедії, але цього не сталося з цим проєктом. Волонтери спільноти Вікіпедія заявили, що секретність навколо проєкту Рушія знань суперечить значенню прозорості Фонду Вікімедіа. Проєкт Рушій знань не був опублікований у загальнодоступному річному плані Фонду Вікімедіа. У тексті, розміщеному в інформаційному бюлетені спільноти англійської Вікіпедії, The Signpost, Джеймс Гейлман, який був звільнений з опікунської ради Фонду Вікімедіа у грудні 2015 року, заявив, що він кілька разів наполягав на тому, щоб документація Knight Foundation була оприлюднена та припустив, що його потяг до прозорості щодо гранту був фактором його звільнення. Спільнота Вікіпедії переобрала Гейлмана до складу Ради у 2017 році. Критики кажуть, що розробка проєкту ілюструє відключення та нерозуміння між фондом, яким все частіше керують люди, пов'язані із Кремнієвою долиною, та волонтерською спільнотою редакторів, які переживають, що Рушій знань може відобразити зміну фокусу Фонду Вікімедіа від контенту, створеного користувачем, до автоматизованих результатів даних.
Початковий допис у блозі, опублікований виконавчим директором Фонду Вікімедіа Лайлою Третіков та Фонду Вікімедіа щодо проєкту Рушій знань, все ще не пояснив належним чином, чому оригінальні документи на отримання гранту виявилися набагато більшими, ніж просто розробка внутрішньої пошукової системи. Виконавчий директор Фонду Вікімедіа Лайла Третіков подала у відставку 25 лютого 2016 року внаслідок суперечки. Колишній заступник директора Фонду Вікімедіа Ерік Мьоллер назвав останні події «кризою».